# Estinnes
Estinnes ist eine Gemeinde in der Provinz Hennegau im wallonischen Teil Belgiens. 
Die Gemeinde besteht aus den Ortschaften Estinnes-au-Mont, Estinnes-au-Val, Croix-lez-Rouveroy, Fauroeulx, Haulchin, Peissant, Rouveroy und Vellereille-le-Sec.
In der fränkischen Königspfalz "villa Liftinas" tagte am 1. März 743 die Synode von Estinnes. Im Ortsteil Vellereille-le-Brayeux steht die ehemalige Abtei Bonne-Espérance.
In Estinnes steht ein Windpark mit 11 der weltgrößten Windkraftanlagen des Typs Enercon E-126.

## Geschichte
Die französische Geschichtsschreibung weist Erwähnungen von "Lephstinis" (691), "Lestinis" (697) und "Liptinas" (745) dem heutigen Estinnes zu (Dipl.Arn. 026, 028, 082). 743 war "Liftinas" Tagungsort einer Synode (Cap.1, 011). Das in einer Schenkungsurkunde Kaiser Lothars I.  von 852 genannte "Lipenas palacio" wird von deutschen Historikern Estinnes zugeordnet (Reg.Imp. I, 1151). Der Zusatz "palacio" weist auf einen Königshof hin, in dem die fränkischen Herrscher speisen, übernachten und Dokumente ausstellen konnten.  

## Einzelnachweise

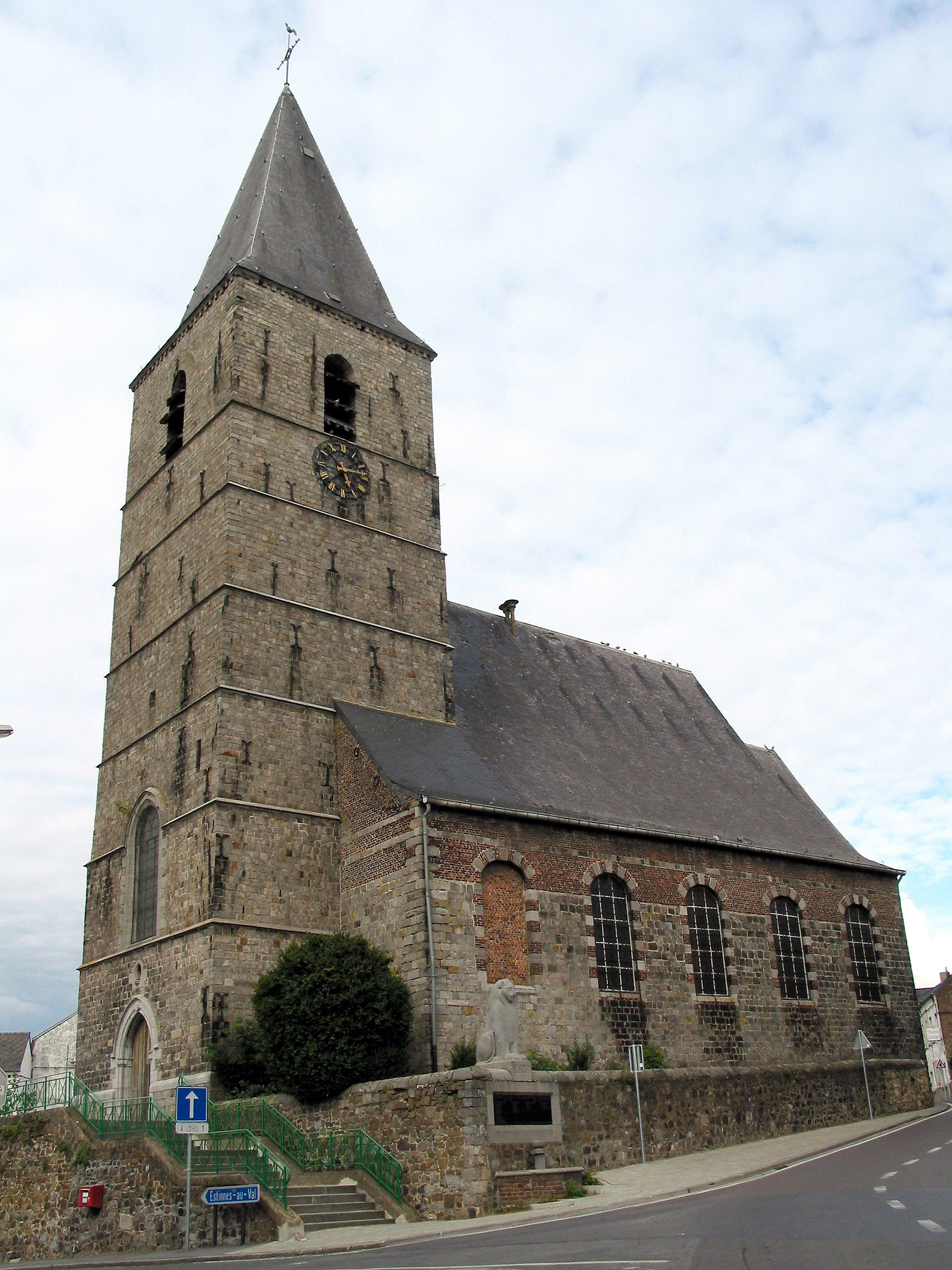
Kirche St. Barthelemigus in Estinnes-au-Mont, Belgien

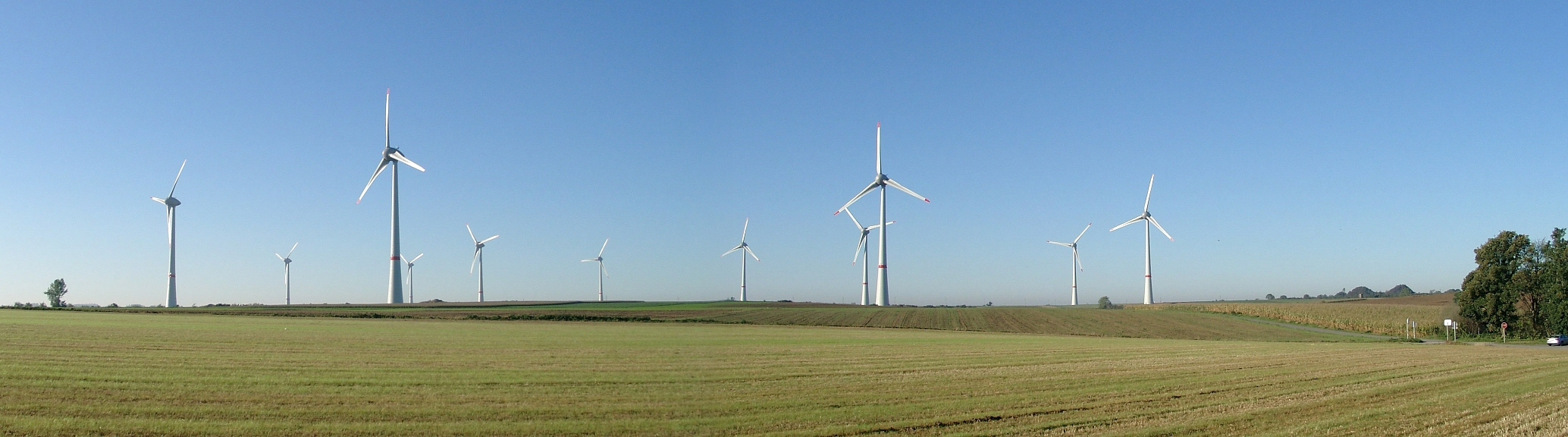
Welt Erstling: 11 Turbines Enercon E-126 Windpark Estinnes, Belgien